# Lophius budegassa
El rapenegro o rape rojizo (Lophius budegassa) es una especie de pez de la familia Lophiidae distribuido por el noreste del océano Atlántico desde las islas británicas hasta Senegal, el mar Mediterráneo y el mar Negro.

## Anatomía
Con la forma típica de los peces de su familia, es una especie de gran tamaño, con una longitud máxima normal de unos 50 cm, aunque se ha descrito un ejemplar de 100 cm. Se diferencia del rape común (Lophius piscatorius) por presentar un peritoneo oscuro que es visible a través de la piel del vientre, por su cabeza proporcionalmente menos larga y por tener la tercera espina cefálica más corta.

## Hábitat y forma de vida
Vive en aguas muy profundas posado directamente sobre el fondo marino, en un rango de profundidad entre 300 y 1000 metros.
Se alimenta de organismos que nadan a media profundidad y que bajan un momento al fondo para comer atraídos por su señuelo, por lo que sus presas son preferentemente peces.

## Reproducción
Presentan un acusado dimorfismo sexual. El macho es de mucho menor tamaño que la hembra. En el apareamiento el macho muerde a la hembra en su zona ventral, disuelve su piel en la zona del mordisco y mediante enzimas, queda soldado a su cuerpo de por vida, compartiendo vasos sanguíneos con ella. De esta forma el macho se alimenta de los nutrientes de la hembra y se convierte en un reservorio de esperma fertilizador de huevos. Los machos al nacer tienen la necesidad imperiosa de buscarse una hembra, pues su aparato digestivo se atrofia rápidamente, siendo la única forma de sobrevivir tomando los nutrientes del torrente sanguíneo de una hembra. A cambio la hembra siempre tiene esperma disponible para fertilizar los huevos. Cuando se documentó esta especie por primera vez, solo se conocían hembras, que tenían adosado un parásito. Más tarde se supo que esos parásitos eran en realidad machos de su misma especie.

## Pesca
Es una especie tradicionalmente pescada y comercializada.